# China Life Insurance
La China Life Insurance (chinois simplifié : 中国人寿保险股份有限公司 ; chinois traditionnel : 中國人壽保險股份有限公司 ; pinyin : Zhōngguórén shòu bǎoxiǎn gǔfèn yǒuxiàngōngsī, HKSE : 2628, NYSE : LFC, SSE : 601628) est la plus importante compagnie d'assurance de Chine avec plus de 50 % de part de marché, et est également le plus gros investisseur du pays.

## Historique
China Life Insurance est fondée en 2003. Elle est introduite en bourse en 2007.
En août 2022, China Life Insurance annonce son retrait volontaire de la bourse de New-York. China Life Insurance avance comme cause à ce retrait, le coût des obligations en matière d'audit comptable. En effet, une loi américaine de 2020 soumet les sociétés cotées à la publication de résultats certifiés par un cabinet d'audit agréé.

## Activités
China Life Insurance conduit plusieurs activités. D'une part, c'est un assureur généraliste : 
- Assurance Santé
- Assurance Vie
- Assurance professionnelle
- Assurance personnelle

D'autre part, c'est un investisseur majeur dans les grands projets.